# ザーヒル・タタール
ザーヒル・タタール（アラビア語：سيف الدين ططر　転写：Saif ad-Dīn Ṭaṭar、? - 1421年）は、エジプトのブルジー・マムルーク朝の第7代スルターン（在位：1421年）。

## 生涯
初代スルターンのバルクークからマムルーク朝に仕えた有力なマムルーク（奴隷）で、1421年に10歳のムザッファル・アフマドという幼主が即位すると、アフマドの生母と結婚して摂政となった。だが、専横が過ぎたために周囲からの反発を買って反乱が発生する。タタールは反乱を鎮圧すると、アフマドを廃して幽閉し、さらにその生母とも離婚して自らスルターンに即位した。
だが、同年のうちに離婚したアフマドの生母によって暗殺されたという。

## 関連文献
- 大原与一郎 『エジプト マムルーク王朝』 近藤出版社、1976年
- 日本イスラム協会 監修 『イスラム事典』 平凡社、1982年